# Аристотел
Аристотел (на старогръцки: Ἀριστοτέλης, [aristotélɛːs]) е древногръцки философ и учен, един от най-големите гении на Античността и е наричан „Баща на науката“. Ученик на Платон и учител на Александър Велики, Аристотел е сред малкото личности в историята, изследвали почти всяка тема, достъпна за своята епоха. В науката той изучава анатомия, астрономия, география, геология, зоология, метеорология и физика. Във философията той пише за естетика, етика, икономика, метафизика, политика, психология, реторика и теология. Занимава се още с образование, чуждоземни обичаи, литература и поезия. Съчиненията му са на практика енциклопедия на древногръцкото познание.

## Биография
Сведенията за живота на Аристотел са ограничени и много подробности остават спорни или неясни. Писаните през Античността биографии често са спекулативни и съвременните изследователи приемат за безспорни само част от сведенията в тях.
Аристотел, чието име означава „най-добра цел“, е роден през 384 г. пр. Хр. в древногръцкия град Стагира на Халкидическия полуостров, откъдето идва прозвището му Стагирит. Баща му Никомах (fl. 375 г. пр. Хр.) е личен лекар на македонския цар Аминта III. Майка му се казва Фестия, дъщеря на лекар от град Халкида, остров Евбея. Той има брат Аримнест и сестра с името Аримнеста.
Сведенията за детството на Аристотел са оскъдни, но се предполага, че прекарва известно време в македонския царски двор. Баща му умира, когато той е още дете, и негов настойник става Проксен от Атарней, съпруг на сестра му Аримнеста.
Първоначално Аристотел е обучаван от Проксен, а когато става на около осемнадесет години, заминава за Атина, където продължава обучението си в Академията на Платон и остава там близо две десетилетия. Той напуска Атина около 347 г. пр. Хр. – според традиционната история, защото е недоволен от Спевсип, наследник на Платон начело на Академията, но е възможно да е заминал и още преди смъртта на Платон, опасявайки се от антимакедонските настроения в Атина. Връзката между възгледите на Аристотел и Платон е предмет на спорове. Докато някои изследователи смятат философията на Аристотел за постепенно еволюирала от възгледите на Платон, други я смятат за напълно несъвместима с правилното разбиране на платонизма.
След като напуска Атина, Аристотел отива заедно с Ксенократ при своя съученик Хермий, тиран на град Атарней в Мала Азия. През този период той пътува с Теофраст до остров Лесбос, където двамата изследват местната флора и фауна. В Атарней Аристотел се жени за Пития, осиновена дъщеря или племенница на Хермий, от която има дъщеря, също наречена Пития.
Малко след смъртта на Хермий през 343 г. пр. Хр. Аристотел напуска Атарней и по покана на македонския цар Филип II става учител на сина му, бъдещият Александър Велики, който тогава е на 13 години. В Македония той оглавява царската академия и преподава не само на Александър, но и на други благородници, сред които и бъдещите царе Птолемей и Касандър.
Не са запазени достоверни сведения за отношенията между Аристотел и Александър. Според някои автори Аристотел е вдъхновил бъдещите източни завоевания на Александър, а отношението му към света е силно етноцентрично. Той съветва ученика си да бъде „водач за гърците и деспот за варварите, да гледа на първите като на приятели и роднини, а към вторите да се отнася като към зверове или растения“. Други изследователи подчертават несъвместимостта между възрастта, характера и възгледите на двамата и отхвърлят каквото и да е взаимно влияние между тях.
През 335 г. пр. Хр. Аристотел отново е в Атина, където основава своята Ликейска школа, където преподава в продължение на 12 години. По това време съпругата му Пития умира и той живее с нейната бивша робиня Херпилис и вероятно има от нея син Никомах (ок. 325 г. пр. Хр.), който е философ, ученик на Теофраст и Аристип и пише Етика в шест книги и коментари към книгите по физика на баща си. Според някои източници има връзка и с бъдещия филолог Палефат.
Смята се, че по време на своя престой в Атина между 335 и 323 г. пр. Хр. Аристотел съставя много от своите съчинения. Той пише множество диалози, от които са оцелели само отделни фрагменти. Запазените текстове са главно трактати, повечето от които първоначално не са предназначени за публикуване, а да служат като помощно средство при преподаването. Най-значимите сред тях са „Физика“, „Метафизика“, „Никомахова етика“, „Политика“, „За душата“ и „За поетическото изкуство“.
Освен че работи в почти всяка област на познанието по това време, Аристотел има значителен принос към повечето от тях. От природните науки той изучава анатомия, астрономия, география, геология, ембриология, зоология, метеорология и физика. В областта на философията пише за държавно управление, естетика, етика, икономика, метафизика, психология, реторика и теология. Изучава също образованието, чуждестранните обичаи, литературата и поезията. Сборът от неговите съчинения представлява своеобразна енциклопедия на древногръцкото познание, като според някои изследователи Аристотел е последният човек в историята, който е знаел всичко, което е можело да се знае по неговото време.
В края на живота си Александър Македонски е обхванат от подозрения за заговор срещу него и отправя писмени заплахи към Аристотел. Философът публично изразява пренебрежението си към претенциите на Александър за божественост, а неговият роднина Калистен е екзекутиран за измяна. Според разпространена в Античността легенда, Аристотел има връзка с внезапната смърт на Александър, но за това няма надеждни доказателства.
След смъртта на Александър през 323 г. пр. Хр. в Атина се засилват антимакедонските настроения и Аристотел става една от техните мишени. През 322 г. пр. Хр. той е обвинен, че не почита боговете и заминава за имението на майка си в Халкида. Заявява, че няма да позволи атиняните да прегрешат два пъти пред философията, намеквайки за смъртната присъда на Сократ. По-късно същата година той умира от естествена смърт в Халкида.
Аристотел оставя завещание, в което иска да бъде погребан до съпругата си, а за главен изпълнител на волята си оставя своя ученик Антипатър. Школата му продължава съществуването си, като по негово желание ръководното място заема старият му приятел и ученик Теофраст.

## Аристотеловото наследство
Наследник на перипатетическата школа е Теофраст. От него оригиналните съчинения на Аристотел преминават в ръцете на Нелей и в следващите три века те остават недостъпни, докато в обращение влизат различни копия и имитации. В началото на новата ера оригиналите са издирени и издадени в Рим от Андроник Родоски.
В VI век, когато Римската империя окончателно запада, Боеций превежда на латински съчиненията, от които се състои т.нар. „Органон“. Едва в XII век започват да се появяват преводи и други текстове, като първоначално използват и арабските им версии. През Ренесанса излизат и първите преводи на местни европейски езици.
Авторитетът и популярността на Аристотел са причината за поява на множество псевдоаристотелови съчинения, писани на гръцки, арабски или латински. Идентифицирането на автентичните текстове е трудно решим проблем, за който едва след края на XIX век бива установен консенсус.

## Възгледи

### Логика
Аристотеловата „Първа аналитика“ се смята за първото изследване в областта на формалната логика, която остава доминираща в западната логика до развитието на математическата логика през XIX век. Столетия по-късно Кант твърди, че теорията на логиката на Аристотел напълно съответства на ядрото на дедуктивния метод.
Самият Аристотел твърди, че „по темата за съжденията“ не изхожда от „нищо с по-ранна дата, за което си струва да се говори“. В същото време Платон отбелязва, че синтаксисът е създаден преди него – от Продик, който проявява загриженост за точното използване на думите. Логиката изглежда произлиза от диалектика – ранните философи често използват в своите дискусии техники като довеждане до абсурд, но не стигат до истинско обяснение на логическите заключения. Дори Платон се затруднява с логиката – макар че има ясна представа за дедуктивния метод, той не успява да конструира на практика дедуктивна система, а разчита преди всичко на своята диалектика.
Платон смята, че дедукцията просто следва от предпоставките, така че се фокусира върху поддържането на солидни предпоставки, от които естествено да следват заключенията. Той разбира, че би било полезно да разполага с метод за получаване на заключения, но не успява да го развие. Най-добрият му опит в тази насока е развит в книгата „Софистът“.
Това, което днес е известно като „Аристотелова логика“, е наричано от самия Аристотел „аналитика“. Терминът „логика“ той използва за диалектиката. Повечето от трудовете на Аристотел вероятно не са запазени в първоначалния си вид, тъй като вероятно са редактирани от ученици и по-късни преподаватели. Текстовете му в областта на логиката са събрани в началото на I век в шест книги с общото наименование „Органон“:
1. „Категории“
2. „За тълкуването“
3. „Първа аналитика“
4. „Втора аналитика“
5. „Топика“
6. „Софистически опровержения“

Редът на книгите, както и на текстовете, от които са съставени, не е сигурен. Списъкът е подреден от изследователите на Аристотел, като започва от основите, анализа на простите термини в „Категории“ и анализа на предпоставките и техните елементарни отношения в „За тълкуването“ и се стига до разглеждането на по-сложни форми, като съжденията (в двете „Аналитики“) и диалектиката (в „Топика“ и „Софистически опровержения“). Първите три трактата образуват ядрото на логическата теория в тесен смисъл – граматиката на езика на логиката и коректните правила за разсъждаване.
Има още една книга на Аристотел, невключена в „Органон“, която също се занимава с логиката – четвъртата книга на „Метафизика“.

### Епистемология
Както учителя си Платон, Аристотел в своята философия се стреми към универсалното. Неговата онтология обаче отрива универсалното в специфични неща, които нарича същност на нещата, докато в тази на Платон универсалното съществува отделно от конкретните неща и представлява техен прототип или образец. По тази причина за Аристотел епистемологията се основава на изследването на конкретни явления и се издига до познание на същностите, докато за Платон тя започва с познание за универсалните форми (или идеи) и се спуска към познание за конкретното в дадена реалност. В известен смисъл методът на Аристотел съчетава индукция и дедукция, докато този на Платон е по същество дедукция от априорни принципи.
В Аристотеловата терминология „натурфилософия“ е дял на философията, изучаващ явленията на природния свят и включва подобласти, които днес бихме определили като физика, биология и останалите природни науки. В наши дни обхватът на философията е ограничен до по-общи или абстрактни области, като етика и метафизика, в които логиката играе водеща роля. Днешната философия като цяло изключва емпиричните изследвания на природния свят със средствата на научния метод. В същото време философските работи на Аристотел обхващат практически всички страни на интелектуалните изследвания.
В широк смисъл Аристотел поставя философията в контекста на разсъждението, което той също описва като „наука“, без да влага в този термин съвременния смисъл на научния метод. За Аристотел „всяка наука е или практическа, или поетическа или теоретическа“. Под практическа наука той разбира етиката и политиката, под поетическа – изследването на поезията и другите изкуства, а под теоретическа – физиката, математиката и метафизиката. Така ако логиката („аналитиката“) се разглежда като област, предхождаща философията, разделението на Аристотеловата философия би включвало: (1) логика; (2) теоретическа философия, включваща метафизика, физика и математика; (3) практическа философия; (4) поетическа философия.
Във времето между своите два престоя в Атина – между Академията и Лицея – Аристотел провежда повечето от научните изследвания и разсъждения, с които е известен днес. Всъщност по-голямата част от неговия живот е посветена на изучаването на природните науки. Аристотеловата метафизика съдържа наблюдения за природата на числата, но той няма оригинални приноси към математиката. В същото време той провежда собствени оригинални изследвания в различни природни науки – ботаника, зоология, физика, астрономия, химия, метеорология и други.
Работите на Аристотел в областта на природните науки се фокусират върху качествата и рядко съдържат количествени оценки. С широкото навлизане на математическите методи в природните науки след XVI век, неговите приноси в тази област започват да се оценяват като безнадеждно неадекватни. В тях изцяло отсъстват концепциите за маса, скорост, сила или температура. Той има обща представа за бързина и топлина, но не и количествено разбиране за тях, донякъде заради липсата на основни експериментални уреди, като часовници и термометри.
Текстовете на Аристотел съдържат множество научни наблюдения, смесица от изпреварила времето си прецизност и куриозни грешки. Например, в своята „История на животните“, той твърди, че мъжете имат повече зъби от жените. Йоан Филопон, а по-късно и Галилео Галилей, демонстрират с прости експерименти невярността на Аристотеловата теория, че по-тежките предмети падат по-бързо от по-леките. В същото време Аристотел отхвърля твърдението на Демокрит, че Млечният път е съставен от „тези звезди, които са засенчени от Земята от слънчевите лъчи“, посочвайки (правилно, макар че аргументът му е отхвърлян дълго време), че „размерът на Слънцето е по-голям от този на Земята, а разстоянието от звездите до Земята е много пъти по-голямо, отколкото от Слънцето“, поради което „Слънцето свети към всички звезди и Земята не засенчва никоя от тях“.
На места Аристотел отива твърде далеч, извеждайки закони на Вселената от прости наблюдения и твърде широки разсъждения. Днешният научен метод предполага, че такова мислене без достатъчни факти е неефективно и че определянето на валидността на дадена хипотеза изисква много по-задълбочени експерименти от тези, с които Аристотел аргументира своите закони.
Аристотел поддържа и някои груби грешки в науката. Той излага една геоцентрична космология, според която Земята е ротационен център на Вселената и която остава широко приета до XVI век. Тъй като Аристотел е най-уважаваният философ от мислителите по време на Ренесанса и след него, те често приемат неговите грешки за даденост, което забавя развитието на науката през този период.
Въпреки недостатъците на някои научни възгледи на Аристотел, той има значителен принос за напредъка на много научни области. Така той поставя основите на логиката като формална наука и създава биологична система, която е надмината едва след две хилядолетия. Освен това той въвежда фундаменталното разбиране, че природата е съставена от променливи обекти и че изучаването на техните промени може да даде полезно познание за стоящите в основата им константи.

### Психология
Евдемоничното щастие получава по-малко внимание в американската култура като цяло, но е не по-малко важно в психологическите изследвания на щастието и благополучието. Подобно на хедония, концепцията за евдемония датира от четвърти век пр. Хр., когато Аристотел за пръв път я предлага в своята работа, Никомахова етика. Според Аристотел, за да постигне щастие, човек трябва да живее живота си в съответствие със своите добродетели. Той твърди, че хората непрекъснато се стремят да посрещнат своя потенциал и да бъдат най-добрите си Аз, което води до по-голяма цел и смисъл.
Подобно на хедонистичната перспектива, редица философи се приравняват към евдемоничната перспектива, включително Платон, Марк Аврелий и Кант.

### Практическа философия

#### Етика
Аристотел е автор на „Никомахова етика“.

#### Политика
Във всяка държава, във всяко общество Аристотел намира три вида власт:
1. Законодателна власт
2. Административна власт
3. Съдебна власт

От тях най-важна е законодателната власт.
Политиката за Аристотел е идеалната обществена наредба, идеалното общество, държава. При нея има материално изравняване на бедните и богатите, а средното съсловие е господстващо. Тук младите са войници, по-възрастните стават управляващи, а останалите са занаятчии, търговци и земеделци. За да няма в държавата недоволство, бунтове и неуредици, тези, които са упълномощени да управляват не трябва да използват властта и обществените си длъжности за лично обогатяване и привилегии.

## Съчинения
От съчиненията на Аристотел през вековете се е запазил немалък обем, от които немският филолог Август Бекер прави едно канонично издание, служещо за академично цитиране. Гръцките текстове, които Бекер публикува са разположени в две колони, „а“ и „b“, при последователна номерация на страниците. Така например Top. 101b7 препраща към „Топика“, упомената чрез латинското ѝ заглавие, ред 7 от втората колона на с. 101.

### Органон (Логически съчинения)
| Категории                 | Categoriae              | 1a   | Κατηγορίαι         |
| За тълкуването            | De Interpretatione      | 16а  | Περὶ Ἑρμηνείας     |
| Първа Аналитика           | Analytica Priora        | 24а  | Ἀναλυτικὰ Πρότερα  |
| Втора Аналитика           | Analytica Posteriora    | 71а  | Ἀναλυτικὰ Ὕστερα   |
| Топика                    | Topica                  | 100а | Τοπικά;            |
| Софистически опровержения | De Sophisticis Elenchis | 164а | Σοφιστικοὶ Ἔλεγχοι |
| ------------------------- | ----------------------- | ---- | ------------------ |

### Физически съчинения
| Физика                       | Physica (Physicae Auscultationes) | 184a | Φυσικὴ ἀκρόασις          |
| За небето                    | De Caelo                          | 268a | Περὶ οὐρανοῦ             |
| За възникването и загиването | De Generatione et Corruptione     | 314а | Περὶ γενέσεως καὶ φθορᾶς |
| Метеорология                 | Meteorologica (Meteora)           | 338а | Μετεωρολογικά;           |
| ---------------------------- | --------------------------------- | ---- | ------------------------ |

По времето на Бекер все още правдоподобно се считало, че Аристотел е автор и на книгата за Света (391a)	/ De Mundo.

### Малки естественонаучни съчинения
В изданието на Бекер е включена дълга поредица от кратки трактати, посветени на разни предмети и наричани в латинската традиция Parva Naturalia (436 – 979a)
- „За душата“
- „За усещането и усещаното“
- „За спомнянето и паметта“
- „За съня“
- „За гадаенето по сънища“
- „За краткостта и продължителността на живота“
- „За младост, старост, живот и смърт, и дишане“
- „За дъха“

### Биологически съчинения
- - „История на животните“
  - „За частите на животните“
  - „За движенията на животните“
  - „За походката на животните“
  - „За раждането на животните“

### Метафизика
- „Метафизика“

### Етика и политика
- Етика (етически съчинения)
  - „Никомахова етика“
  - „Голяма етика“
  - „Евдемова етика“

- Политика (политически съчинения)
  - „Политика“
  - „Атинската полития“
  - „Икономика“

### Реторика и поетика
- „Реторика“
- „За поетическото изкуство“

Като фрагменти от загубени Аристотелови съчинения са останали части от диалозите „За философията“, „Евдем“, „Протрептикус“, „За справедливостта“ и „За доброто раждане“. Към съчиненията на Аристотел спадат и следните, макар авторството на някои от тях да е спорно:
- „За цветовете“
- „Физиогномика“
- „За растенията“
- „Механика“
- „Проблеми“
- „За Космоса“
- „За неделимите нишки“ и др.

Български преводи от съчиненията на Аристотел се издават от началото на миналия век., а в началото на 21 век стартира издаването на „Събрани съчинения“, планирани в 6 тома:
- (2008) Т1. ч1.: Органон: „Категории“, „За тълкуването“ и „Първа аналитика“
- (2009) Т1. ч2.: Органон: „Втора аналитика“, „Топика“ и „За софистическите опровержения“
- (2012):Т2. Натурфилософски и естественонаучни съчинения, ч1.: „Физика“; ч4.: „За душата“. „Parva naturalia“ (2018);
- (2022) Т4. Етически съчинения, ч1. „Никомахова етика“ и „Голямата етика“. ч2. „Евдемова етика“

### Цитирана литература
- Anagnostopoulos, G. Aristotle's Life //  A Companion to Aristotle.   Blackwell Publishing, 2009. (на английски)
- Biography of Aristotle //   Biography.com, 2014. Посетен на 12 март 2014.
- Bocheński, I. M. Ancient Formal Logic.   Amsterdam, North-Holland Publishing Company, 1951.
- Burent, John. Platonism.   Berkeley, University of California Press, 1928.
- Campbell, Michael. Behind the Name: Meaning, Origin and History of the Name „Aristotle“ //  Behind the Name: The Etymology and History of First Names.   behindthename.com, 2012. Посетен на 6 април 2012.
- Cherniss, Harold. Aristotle's Criticism of Plato and the Academy.   Russell and Russell, 1962.
- Corcoran, John. Aristotle's Demonstrative Logic //  History and Philosophy of Logic 30.   2009. p. 1 – 20.
- Degnan, Michael. Recent Work in Aristotle's Logic //  Philosophical Books 35 (2).   1994. p. 81 – 89.
- Düring, I. Aristotle in the Ancient Biographical Tradition.   Göteborg, 1957.
- Green, Peter. Alexander of Macedon.   Oxford, University of California Press, 1991.
- Haase, Wolfgang et al. Rise and decline of the Roman world: Principate, Part 2, Volume 36.   1992.
- Jaeger, Werner Wilhelm. Aristoteles, Grundlegung einer Geschichte seiner Entwicklung.   Berlin, Weidmannsche Buchhandlung, 1923.
- Jones, W.T. The Classical Mind: A History of Western Philosophy.   Harcourt Brace Jovanovich, 1980.
- Jori, Alberto. Aristotele.   Milano, Bruno Mondadori Editore, 2003.
- Laërtius, Diogenes. Lives of the Eminent Philosophers. Aristotle //  wikisource.org.   wikisource.org, 2014. Посетен на 21 октомври 2014.
- Lord, Carnes. Introduction // Aristotle. The Politics.   Chicago, University of Chicago Press, 1984. (на английски)
- McLeisch, Kenneth Cole. Aristotle: The Great Philosophers.   Routledge, 1999. ISBN 0-415-92392-1.
- Neill, Alex et al. The Philosophy of Art: Readings Ancient and Modern.   McGraw Hill, 1995.
- Stanford Encyclopedia of Philosophy //   Plato.stanford.edu, 2009. Посетен на 26 април 2009.
- Rose, Lynn E. Aristotle's Syllogistic.   Springfield, Charles C Thomas Publisher, 1968.
- Russell, Bertrand. A History of Western Philosophy.   Simon & Schuster, 1972.
- Shields, C. Aristotle's Philosophical Life and Writings //  The Oxford Handbook of Aristotle.   Oxford University Press, 2012. (на английски)
- Smith, William George. Dictionary of Greek and Roman Biography and Mythology.   1870.
- Νικόμαχος //  stoa.org.   stoa.org, 2014. Посетен на 21 октомври 2014.